# Батыр Ата
Батыр Ата (каз. Батыр Ата, до 2010 г. — Караспан) — село в Ордабасинском районе Туркестанской области Казахстана. Входит в состав Карааспанского сельского округа. Код КАТО — 614643600.

## Население
В 1999 году население села составляло 1266 человек. По данным переписи 2009 года, в селе проживали 1182 человека.